# 검은줄무늬다람쥐
검은줄무늬다람쥐(Callosciurus nigrovittatus)는 다람쥐과에 속하는 설치류의 일종이다. 자와섬과 수마트라섬, 태국 남부, 말레이반도 그리고 주변 수많은 작은 섬에서 발견된다. 국제 자연 보전 연맹(IUCN)이 "준위협종"으로 분류하고 있다.

## 아종
4종의 아종이 알려져 있다.
- C. n. nigrovittatus
- C. n. bilimitatus
- C. n. bocki
- C. n. klossi